# Kościół poewangelicki w Stawiszynie
Kościół poewangelicki – dawna świątynia protestancka znajdująca się w mieście Stawiszyn, w powiecie kaliskim, w województwie wielkopolskim.
Jest to świątynia wzniesiona w 1874 roku (chociaż podawane są także lata 1785–1788, które zapewne dotyczą wcześniejszej drewnianej świątyni) na miejscu dawnego zamku wybudowanego w okresie panowania Kazimierza Wielkiego, a zniszczonego podczas potopu szwedzkiego. Ostatnie ewangelickie nabożeństwo zostało odprawione około 1985 roku, kiedy to wyjechali z miasta ostatni członkowie parafii ewangelickiej. Od tego czasu świątynia jest zamknięta i popada w ruinę. We wnętrzu zachowały się zabytkowe organy zbudowane w XVIII wieku oraz drewniane wyposażenie budowli (ławy i empory).
W 2010 r. ołtarz i ambona zostały przekazane do kościoła ewangelickiego w Wodzisławiu Śląskim.
Nieczynny kościół w 2014 został zdesakralizowany i nieodpłatnie przekazany Fundacji Laera, która zobowiązała się do jego remontu z przeznaczeniem na cele kulturalne (sala koncertowa lub galeria sztuki). Deklarowanych prac jednak nie podjęto, a w 2022 niszczejący obiekt o kubaturze 5300 m³ wystawiono na sprzedaż.